# Marcin Kamiński
Marcin Kamiński (Konin, 15 de janeiro de 1992) é um futebolista polonês que atua como zagueiro. Atualmente joga pelo Schalke 04.

## Carreira
Marcin Kamiński começou sua carreira em 2009, no Lech Poznań, da Polônia.